# Proiecție izometrică

Reprezentarea unor forme 3D folosind metoda desenului izometric. Cu negru sunt lungimile reale. Cu roșu sunt lungimile desenate în proiecția izometrică. Aceleași forme 3D desenate în proiecție izometrică ar părea mai mici; o proiecție izometrică va arăta unele elemente ale obiectului scurtate la √2/3 ≈ 80 %.

Proiecția izometrică este o metodă de reprezentare vizuală în desenele tehnice (bidimensionale) a obiectelor tridimensionale. Este o proiecție axonometrică în care cele trei axe de coordonate apar scurtate în mod egal, iar unghiul dintre oricare dintre ele este de 120°.

## Descriere

Clasificarea proiecției izometrice și a unor proiecții 3D

Termenul „izometric” provine din limba greacă, însemnând „măsură egală”, reflectând faptul că scalarea de-a lungul fiecărei axe a proiecției este aceeași (spre deosebire de alte forme de proiecții).
O vedere izometrică a unui obiect poate fi obținută prin alegerea direcției de vizualizare astfel încât unghiurile dintre proiecțiile axelelor x, y și z să fie la fel, adică 120°. De exemplu, pentru un cub acest lucru se face privind inițial drept către o față. În continuare, cubul este rotit cu ±45° în jurul axei verticale, urmat de o rotație de aproximativ 35,264° (mai exact arcsin 1⁄√3 sau arctan √2, care este legat de unghiul magic⁠(d)) în jurul axei orizontale. De observat (vezi imaginea) că perimetrul desenului 2D rezultat este un hexagon regulat perfect: toate liniile negre au lungime egală și toate fețele cubului au aceeași arie. La desenarea pe calc, pentru obținerea efectului fără calcul, sub foaia de calc se plasează un șablon de tip caroiaj izometric.
Similar, o vedere izometrică poate fi obținută pentru o scenă 3D. Începând cu camera aliniată paralel cu podeaua și aliniată la axele de coordonate, aceasta este mai întâi rotită vertical (în jurul axei orizontale) cu aproximativ 35,264° ca mai sus, apoi ±45° în jurul axei verticale.
Alt mod de obținere a unei proiecții izometrice este situarea punctului de vedere într-un colț superior al unei camere cubice și privind spre colțul inferior opus. Direcția axei x este în diagonală în jos și la dreapta, cea a axei y este în diagonală în jos și la stânga, iar axa z este îndreptată în sus. Pe imagine adâncimea este afișată și prin înălțime. Dreptele trasate paralel cu axele sunt la 120° una față de alta.
În toate aceste cazuri, la fel ca în toate proiecțiile axonometrice și ortogonale, o astfel de cameră ar avea nevoie de un obiectiv telecentric, ca lungimile proiectate să nu se modifice în funcție de distanța față de cameră.
Termenul „izometric” este adesea folosit în mod eronat pentru proiecțiile axonometrice în general. Totuși, există trei tipuri de proiecții axonometrice: proiecția izometrică, proiecția dimetrică și proiecție oblică.

## Unghiuri de rotație
Din cele două unghiuri necesare pentru o proiecție izometrică, valoarea celui de-al doilea poate părea contraintuitivă și merită o explicație suplimentară. Fie un cub cu laturile de lungime 2 și centrul său în originea axelor, ceea ce înseamnă că toate fețele sale intersectează axele la o distanță de 1 față de origine. Se poate calcula distanța de la centrul său până la mijlocul oricărei laturi ca √2 folosind teorema lui Pitagora. Prin rotirea cubului cu 45° pe axa x, punctul (1, 1, 1) va deveni prin urmare (1, 0, √2). A doua rotație urmărește să aducă același punct pe axa z pozitivă, prin urmare trebuie să se efectueze o rotație de valoare egală cu arctangenta lui 1⁄√2 care este de aproximativ 35,264°.

## Relații matematice
Există opt orientări diferite pentru a obține o vedere izometrică, în funcție de ce octant se află observatorul. Transformarea izometrică dintr-un punct ax,y,z din spațiul tridimensional la un punct b' 'x,y în spațiul bidimensional privind în primul octant pot fi exprimate matematic prin matricile de rotație⁠(d) ca:
{\displaystyle {\begin{bmatrix}\mathbf {c} _{x}\\\mathbf {c} _{y}\\\mathbf {c} _{z}\\\end{bmatrix}}={\begin{bmatrix}1&0&0\\0&{\cos \alpha }&{\sin \alpha }\\0&{-\sin \alpha }&{\cos \alpha }\\\end{bmatrix}}{\begin{bmatrix}{\cos \beta }&0&{-\sin \beta }\\0&1&0\\{\sin \beta }&0&{\cos \beta }\\\end{bmatrix}}{\begin{bmatrix}\mathbf {a} _{x}\\\mathbf {a} _{y}\\\mathbf {a} _{z}\\\end{bmatrix}}={\frac {1}{\sqrt {6}}}{\begin{bmatrix}{\sqrt {3}}&0&-{\sqrt {3}}\\1&2&1\\{\sqrt {2}}&-{\sqrt {2}}&{\sqrt {2}}\\\end{bmatrix}}{\begin{bmatrix}\mathbf {a} _{x}\\\mathbf {a} _{y}\\\mathbf {a} _{z}\\\end{bmatrix}}}
unde α = arcsin(tan 30°) ≈ 35,264° și β = 45°. După cum sa explicat mai sus, aceasta este o rotație în jurul axei verticale (aici y) cu β, urmată de o rotație în jurul axei orizontale (aici x) cu α. Aceasta este apoi urmată de o proiecție ortogonală pe planul xy:
{\displaystyle {\begin{bmatrix}\mathbf {b} _{x}\\\mathbf {b} _{y}\\0\\\end{bmatrix}}={\begin{bmatrix}1&0&0\\0&1&0\\0&0&0\\\end{bmatrix}}{\begin{bmatrix}\mathbf {c} _{x}\\\mathbf {c} _{y}\\\mathbf {c} _{z}\\\end{bmatrix}}}
Celelalte 7 posibilitati sunt obtinute fie prin rotirea în partea opusă sau nu, iar apoi inversarea direcției de observare sau nu.

## Istoric și limitări
Prima dată oficializat de profesorul William Farish (1759–1837), conceptul de izometrie existase într-o formă empirică de secole. De la mijlocul secolului al XIX-lea, izometria a devenit un „instrument de neprețuit pentru ingineri, iar curând după aceea axonometria și izometria au fost încorporate în programa analitică a cursurilor de pregătire în arhitectură din Europa și SUA”. După Jan Krikke (2000) „axonometria a luat naștere în China. Funcția sa în arta chineză a fost similară cu perspectiva în arta europeană. Axonometria și gramatica picturală care o însoțește au căpătat o nouă semnificație odată cu apariția graficii digitale”.
Ca și în cazul tuturor tipurilor de proiecții paralele, obiectele desenate în proiecție izometrică nu par mai mari sau mai mici pe măsură ce se află mai aproape sau mai departe de privitor. Deși este avantajos pentru desenele de arhitectură⁠(d) în care măsurătorile trebuie să poată fi citite direct, rezultatul este perceput ca o distorsiune, deoarece, spre deosebire de proiecția în perspectivă, nu este modul în care funcționează în mod normal văzul uman sau fotografia. Efectul poate să apară cu ușurință în situații în care adâncimea și altitudinea sunt greu de măsurat, așa cum se vede în imaginea din dreapta sau cea de mai sus. Acest lucru poate părea să creeze forme paradoxale sau obiecte imposibile, cum ar fi scările Penrose⁠(d).

## Folosirea în jocurile video și în pixel-art
Grafica izometrică a jocurilor video este grafică folosită în jocurile video și pixel-art care utilizează o proiecție paralelă, dar care plasează punctul de vedere la un unghi, pentru a dezvălui fațete ale mediului care altfel nu ar fi vizibile „de sus” sau ca în jocurile video cu derulare laterală, producând astfel un efect tridimensional. În ciuda numelui, grafica izometrică pe computer nu este neapărat cu adevărat izometrică, adică axele x, y și z nu sunt neapărat orientate la 120° una față de cealaltă. În schimb, sunt folosite o varietate de unghiuri, cele în proiecție dimetrică și cu un raport de pixeli de 2:1 fiind cele mai comune. Termenii „perspectivă 3/4”, „vedere 3/4”, „2,5D” și „pseudo 3D” sunt de asemenea folosiți, deși în alte contexte acești termeni pot avea sensuri diferite.
Odinioară comună, proiecția izometrică a devenit mai puțin folosită odată cu apariția graficii 3D mai evoluate și pe măsură ce jocurile video au început să se concentreze mai mult pe acțiune și pe personaje individuale. Totuși, jocurile video care utilizează proiecția izometrică, în special jocurile video de rol, au cunoscut o renaștere în ultimii ani în cazul jocurilor video independente.